# Bezolles
Bezolles település Franciaországban, Gers megyében. Lakosainak száma 132 fő (2022. január 1.). Bezolles Beaucaire, Justian, Lagardère, Roques, Rozès és Vic-Fezensac községekkel határos.

## Népesség
A település népességének változása:
| Lakosok száma | 196  | 153  | 135  | 143  | 141  | 141  | 139  | 137  | 138  | 132  |
|               | 1968 | 1982 | 1990 | 2006 | 2013 | 2015 | 2017 | 2019 | 2020 | 2022 |